# Ziba
Ziba is een geslacht van weekdieren uit de klasse van de Gastropoda (slakken).

## Soorten
- Ziba aglais B. Q. Li & S. P. Zhang, 2005
- Ziba astyagis (Dohrn, 1860)
- Ziba attenuata (Broderip, 1836)
- Ziba bacillum (Lamarck, 1811)
- Ziba bantamensis (Oostingh, 1939)
- Ziba calodinota (S. S. Berry, 1960)
- Ziba carinata (Swainson, 1824)
- Ziba cloveri (Cernohorsky, 1971)
- Ziba duplilirata (Reeve, 1845)
- Ziba edithrexae (Sphon, 1976)
- Ziba erythrogramma (Tomlin, 1931)
- Ziba flammea (Quoy & Gaimard, 1833)
- Ziba fulgetrum (Reeve, 1844)
- Ziba gambiana (Dohrn, 1861)
- Ziba gigantea (Reeve, 1844)
- Ziba insculpta (A. Adams, 1853)
- Ziba intersculpta (Sowerby, 1870)
- Ziba kermadecensis Cernohorsky, 1978
- Ziba maui (Kay, 1979)
- Ziba ogoouensis Biraghi, 1984
- Ziba phorminx (S. S. Berry, 1969)
- Ziba rehderi (Webb, 1958)
- Ziba verrucosa (Reeve, 1845)